# Orectognathus mjobergi
Orectognathus mjobergi é uma espécie de formiga do gênero Orectognathus, pertencente à subfamília Myrmicinae.